# Rudnea, Korostîșiv
Rudnea (în ucraineană Рудня) este un sat în comuna Harîtonivka din raionul Korostîșiv, regiunea Jîtomîr, Ucraina.

## Demografie
Componența lingvistică a localității Rudnea
     Ucraineană (100%)
Conform recensământului din 2001, toată populația localității Rudnea era vorbitoare de ucraineană (100%).